# Hereticus
Hereticus је научни часопис који излази у издању Центра за унапређење правних студија од 2003. године.

## О часопису

### Историјат
Центар за унапређење правних студија је невладина, непрофитна, образовна и истраживачка организација, удружење правника, социолога, економиста и историчара, основана 3. јула 1998. године на иницијативу групе професора Правног факултета Универзитета у Београду. Основни циљеви покретања овог Центра је унапређење и практично остварење идеје владавине права, модерне тржишне привреде и отвореног демократског друштва. Једна од активности којима се реализује прокламована делатност јесте издавање часописа Hereticus у сарадњи са студиом Досије почев од 2003. године.

### Периодичност излажења
Тромесечно.

## Уредници
- Јовица Тркуља

## Аутори прилога
- Чедомир Антић
- Маринко Арсић Ивков
- Данило Н. Баста
- Срђан Цветковић
- Саша Ћирић
- Добрица Гајић
- Венцеслав Глишић
- Светлана Градинац
- Бранко Љубоја
- Дејан Милић
- Александар А. Миљаковић
- Маринко Вучинић

## Теме
- Право
- Сваки број је тематски, којим се обрађује неко важно питање из друштвеног живота[2].